# Leonteq
Die Leonteq AG ist ein Schweizer Unternehmen mit Sitz in Zürich. Leonteq wurde 2007 als EFG Financial Products Holding AG gegründet. Die Gesellschaft hat den Börsengang im Oktober 2012 durchgeführt und wurde 2013 in Leonteq AG umbenannt.
Das Unternehmen ist spezialisiert auf strukturierte Anlageprodukte und Versicherungen für die  Finanz- und Technologiebranche, sowohl als Emittentin eigener Produkte als auch als Dienstleisterin für andere Finanzinstitute. Die Leistungen von Leonteq umfassen hauptsächlich die Produktklassen Kapitalschutz, Renditeoptimierung und Partizipation.
Im Jahr 2018 hatte das Unternehmen 486 Mitarbeiter in Vollzeit, erwirtschaftete ein Transaktionsvolumen von 28,8 Milliarden Franken und erzielte einen Betriebsertrag von 282,4 Millionen Franken. Leonteq hat Tochtergesellschaften und Zweigniederlassungen in 10 Ländern und bedient über 50 Märkte. Leonteq AG ist an der SIX Swiss Exchange kotiert und Mitglied im Schweizerischen Verband für Strukturierte Produkte SVSP.

## Struktur

### Aktionäre
Grösster Aktionär von Leonteq ist die Raiffeisen Schweiz, die rund 29 % des Kapitals hält. Weitere Aktionäre sind Rainer-Marc Frey mit rund 12,2 % am Kapital, Lukas Ruflin Familienbeteiligungen mit rund 8 % Kapital und Sandro Dorigo mit fast 2,5 % am Kapital von Leonteq.

### Juristische Personen
Leonteq hat seinen Hauptsitz in Zürich und wird zusammen mit ihrer Tochtergesellschaft Leonteq Securities AG, die einen weiteren Standort in Genf hat, von der Eidgenössischen Finanzmarktaufsicht reguliert. Die Leonteq Securities AG hat Zweigniederlassungen in Guernsey, Amsterdam und Mailand.
Auf dem europäischen Markt agiert das Unternehmen über seine Tochtergesellschaft Leonteq Securities (Europe) GmbH, die ihren Sitz in Deutschland und Zweigniederlassungen in London und Paris hat. Ausserdem betreibt Leonteq eine Tochtergesellschaft in Monte Carlo, Leonteq Securities (Monaco) SAM.
Auf dem asiatischen Markt ist es mit den Tochtergesellschaften Leonteq Securities (Hong Kong) Ltd., Leonteq Securities (Singapore) PTE Ltd. und Leonteq Securities (Japan) Ltd. vertreten.